# Škoda Kamiq
O Škoda Kamiq é um automóvel crossover de segmento B produzido pela Škoda Auto, sendo baseado na plataforma MQB do Volkswagen Group, sendo o menor carro do segmento da montadora, o nome vem da língua inúite,